# Żyd przy winie
Żyd przy winie, także Mnich przy winie – obraz olejny polskiej malarki Olgi Boznańskiej z 1887 roku, znajdujący się w dziale sztuki Muzeum Śląska Opolskiego w Opolu.
Boznańska namalowała portret starszego brodatego mężczyzny, żyda w kipie lub zakonnika w piusce w 1887 roku w Monachium. Jest to obraz olejny na płótnie o wymiarach 81,5 × 65 cm. Utrzymany w akademickiej konwencji portret, poprawny kompozycyjnie, z dominantą brązów. Obraz jest sygnowany w prawym górnym rogu: Boznańska | Munich 87 . Muzeum Śląska Opolskiego prezentuj obraz w „Galerii malarstwa polskiego XIX i XX wieku”. Muzealny nr inwentarzowy: MŚO/S/82.